# Лукин, Владимир Никандрович
Владимир Никандрович Лукин (род. 25 августа 1953, Омск) — советский хоккеист, вратарь. Мастер спорта СССР (1981). Тренер, функционер.

## Биография
Воспитанник омского хоккея. В сезоне 1968/69 — в составе «Локомотива» Омск. В сезонах 1970/71 — 1975/76 выступал за омский «Каучук» — «Химик» — «Шинник» — около 130 матчей. В сезонах 1976/77 — 1983/84 играл за «Кристалл» Саратов, провёл два сезона в высшей лиге.
Окончил Омский институт инженеров железнодорожного транспорта (1975), ГЦОЛИФК (1981).
Директор СДЮШОР «Кристалл», тренером (1985—1987), главный тренер (январь 1987 — декабрь 1988) «Кристалла». Начальник команды «Химик» Энгельс (1989, 1990), президент клуба (1991), главный тренер (1994/95).
Дальнейшие места работы — заместитель министра по делам молодежи, спорту, и туризму Саратовской области, начальник управления спортсооружений и туристических комплексов, советник губернатора Саратовской области по вопросам спорта, генеральный директор ФК «Сокол» Саратов, генеральный директор ЗАО «Страховая компания „Регион-Поддержка“».